# Alexandra Lerman
Alexandra Lerman (25 febbraio 2008) è una nuotatrice artistica israeliana.

## Palmarès
- Europei

Funchal 2025: bronzo nella gara a squadre (programma libero)

### Coppa del Mondo
- 1 podio:
  - 1 terzo posto (1 nella gara a squadre)